# Баракаевская
Баракаевская — станица в Мостовском районе Краснодарского края. Входит в состав Губского сельского поселения.
Станица расположена в верховьях реки Губс в горно-лесной зоне, в 24 км юго-западнее посёлка Мостовской.

## История
Станица Баракаевская основана в 1862 году, с конца 1860-х по 1873 — посёлок Баракаевский. Название получила по имени этнической группы абазин-ашхарцев (по другой версии — убыхов) баракай, проживавшей в этом районе до Кавказской войны (либо от личного имени Барак (адыг. бэракъ — «знамя») — предводителя общины). Потомки племени остались лишь в ауле Хакуринохабль. От них названия пошло адыгское название станицы — адыг. Бэрэкъае. Племя баракаев совершило мухаджирство в 1863 году, за год до окончания Кавказской войны.
Входила в Майкопский отдел Кубанской области.

## Достопримечательности

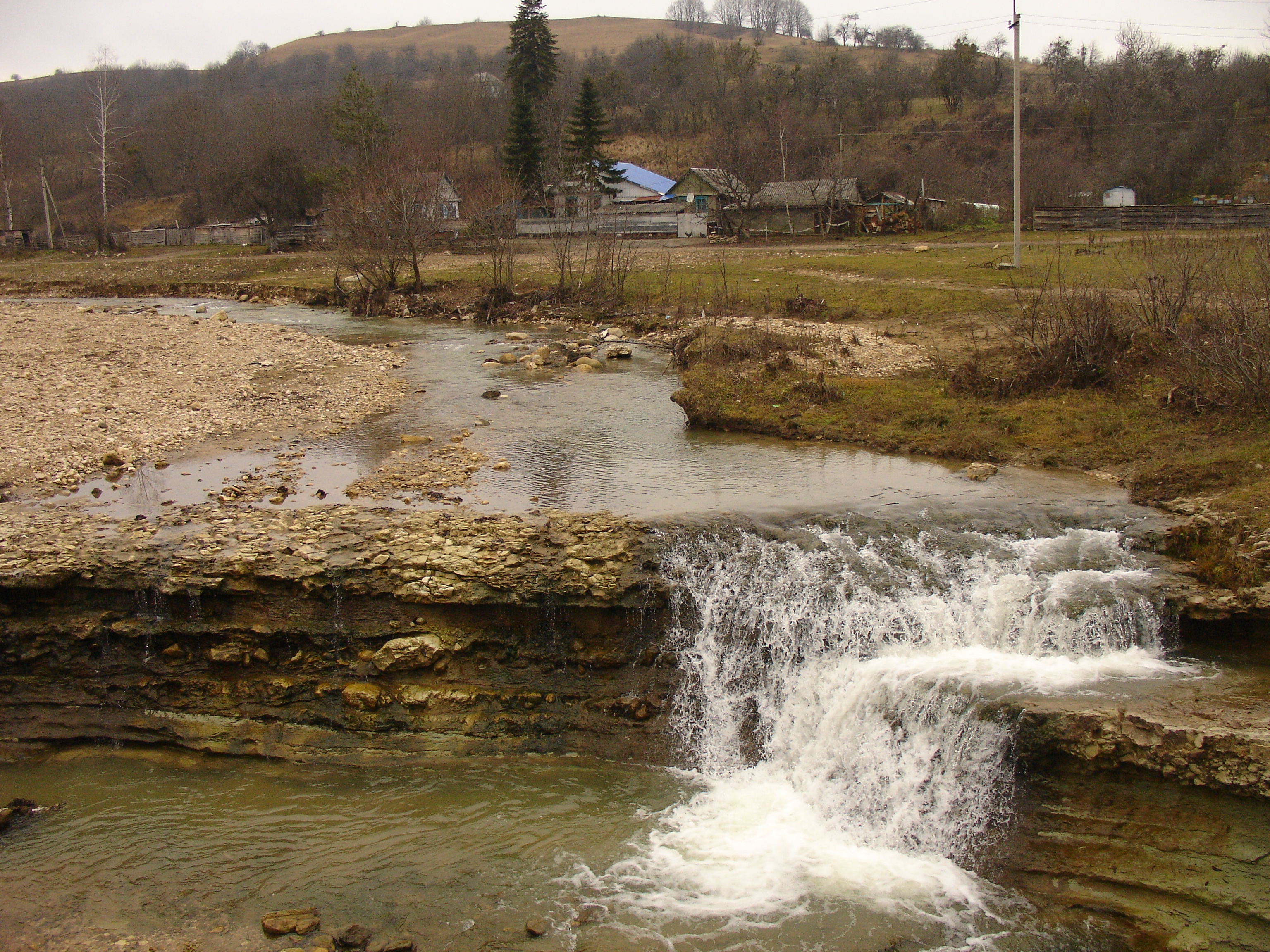
Водопад на реке Губс в Баракаевской

В станице находится деревянная Крестовоздвиженская церковь XIX века, построена  в 1879 г. В  черте станицы имеется водопад на реке Губс, а в 500 метрах — подземное озеро.
Близ станицы (в нескольких километрах к западу) найдены останки неандертальцев в Монашенской и Баракаевской пещерах Губского ущелья. Также были найдены предметы обихода — скребки, кости коз, лошадей и других животных. Памятник эпохи мустье открыт П. У. Аутлевым.

## Население
| 2002 | 2010 |
| ---- | ---- |
| 810  | ↘734 |